# Hopper (Schiff)
Die USS Hopper (DDG-70) ist ein Zerstörer der United States Navy und gehört der Arleigh-Burke-Klasse an.

## Geschichte

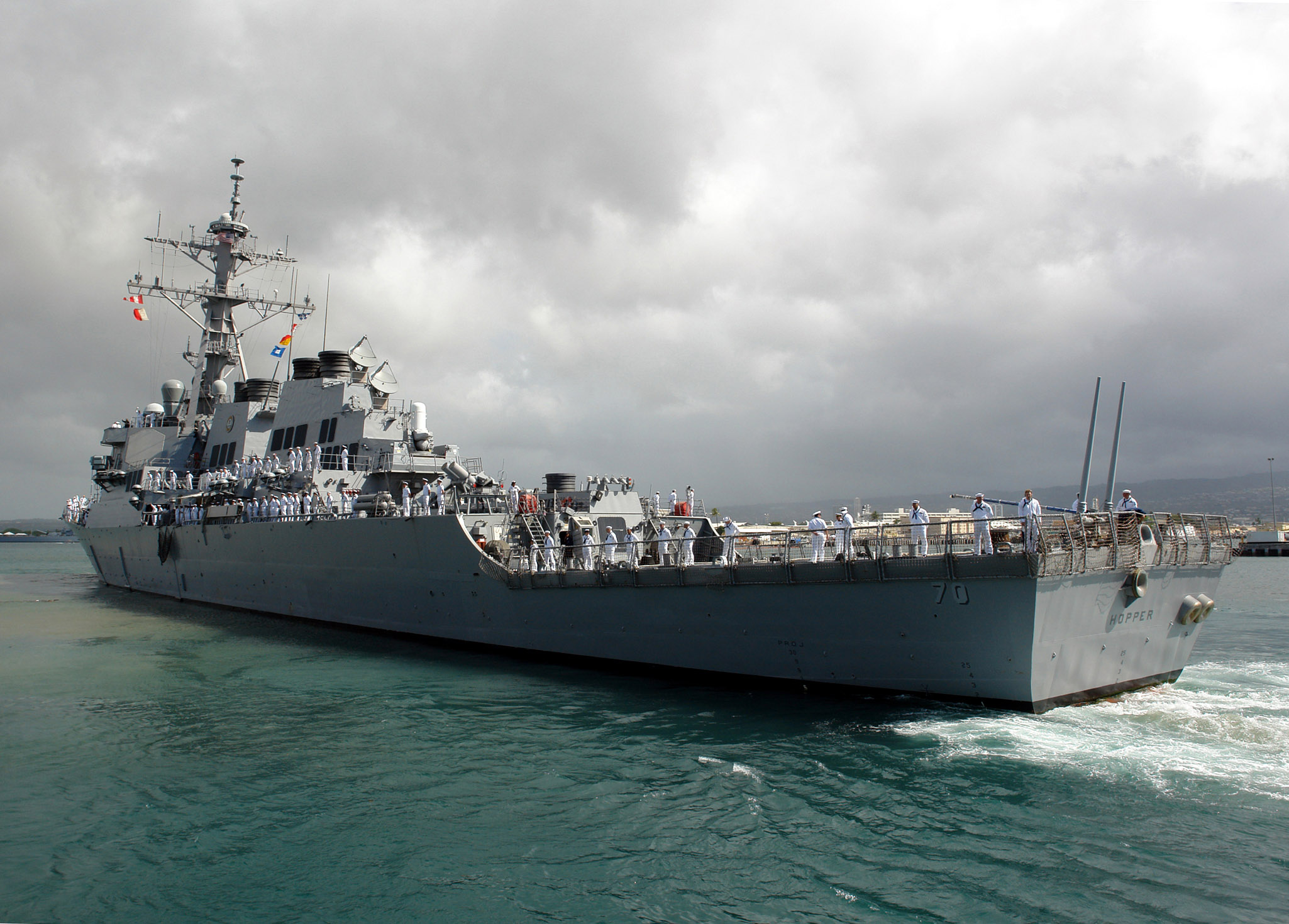
Die Hopper verlässt 2006 Pearl Harbor

Die Hopper wurde 1995 bei Bath Iron Works auf Kiel gelegt und lief Anfang 1996 vom Stapel. Sie wurde nach Flottillenadmiral Grace Hopper benannt. Damit ist das Schiff, nach der Higbee (nach Lenah Higbee) erst das zweite, das nach einer Frau aus den US-Streitkräften benannt ist.
Ihre erste internationale Übung leistete die Hopper im Sommer 1998 (RIMPAC 98), danach verlegte sie das erste Mal in den Pazifik. Bis 2002 fuhr der Zerstörer drei Fahrten, darunter auch in Unterstützung der Operation Southern Watch. Von Juni bis Dezember 2004 fuhr das Schiff Geleitschutz in der Expeditionary Strike Group um das amphibische Angriffsschiff Belleau Wood der Tarawa-Klasse. 2005 nahm das Schiff an der Fleet Week vor San Francisco teil.
2006 fuhr die Hopper im Pazifik und nahm an der Übung CARAT teil, einem multinationalen Manöver mit den Marinen von Singapur, Thailand, Malaysia, Brunei und der Philippinen. Im November 2007 schloss der Zerstörer sich der Kampfgruppe um die Tarawa an, um eine sechsmonatige Fahrt in den Pazifik und Indik zu beginnen. Auf dieser Fahrt befuhr die Hopper in enger Formation mit Port Royal und Ingraham die Straße von Hormus. Während der Durchfahrt wurden die drei Schiffe in internationalen Gewässern von fünf Schnellbooten der Iranischen Revolutionsgarde angesteuert, die in die Formation brachen, drohende Funknachrichten übermittelten und weiße Boxen unbekannten Inhalts vor der Ingraham im Wasser aussetzten. Der Vorfall dauerte 30 Minuten und wurde von US-Seite als „unnötig provokativ“ bezeichnet.
Am 1. November 2008 nahm der Zerstörer an einem Test der National Missile Defense teil. Die Hopper schoss eine Standard Missile 3 auf eine ballistische Kurzstreckenrakete ab, verfehlte diese aber. Ihr Schwesterschiff Paul Hamilton traf bei dem verbundenen Test ihr Ziel. Im Juli 2009 traf bei einem weiteren Test die Hopper eine ballistische Rakete und zerstörte sie rund 100 Meilen über dem Pazifik. Im September verlegte das Schiff in die Gewässer des Nahen Ostens. Im Sommer 2010 nahm der Zerstörer an der multinationalen Übung RIMPAC teil. Im April 2011 schoss die Hopper in einem Test im Pazifik eine ballistische Mittelstreckenrakete ab. Dies war das erste Mal, dass das Aegis-Kampfsystem, gekoppelt mit Daten anderer Radarstationen, gegen eine solche Rakete erfolgreich eingesetzt wurde. Im Anschluss verlegte der Zerstörer für sieben Monate in den Westpazifik und den Persischen Golf.